# Basílica-Catedral de São Pedro e Paulo
A Basílica-Catedral de São Pedro & Paulo (em inglês: Cathedral Basilica of Saints Peter and Paul) é uma catedral católica romana localizada na Filadélfia, Pensilvânia, nos Estados Unidos. É casa da Arquidiocese de Filadélfia. É a maior igreja católica na Pensilvânia e listados sobre o Registro Nacional de Lugares Históricos dos Estados Unidos como Catedral de São Pedro e São Paulo. Em 1979, a Catedral foi visitado por João Paulo II, onde ele passou a celebrar uma missa.

## Arquitetura
Com a sua fachada majestosa, abóboda, altar principal ornamentado, oito capelas laterais e um santuário principal que confortavelmente detém 2.000 adoradores, a Catedral-Basílica de São Pedro e São Paulo é a maior estrutura de arenito e uma das estruturas mais arquitetonicamente eminentes na cidade de Filadélfia. Erguida em 1864, a catedral, apresentado em um estilo romano-coríntia de arquitetura, é baseada na Basílica de Santo Ambrósio e São Carlos, em Roma. Seu fachada Palladiana e a aqua cúpula de cobre oxidado são ao estilo renascentista italiana, e o interior é espaçoso, com uma abside de grande porte com vitrais e mármores antigos em vermelho em magníficas proporções que lembram igrejas romanas. Foi amplamente decorada por Constantino Brumidi, que também pintou a cúpula do Capitólio, em Washington. Um Baldichino sobre o altar principal e os três altares em cada um dos corredores laterais acentuam esse estilo renascentista italiano. Também nas entranhas do edifício, é o compacto a "Cripta dos Bispos".